# أسكي بغداد
أسکي بغداد (بالفارسية: اسکی‌بغداد) هي قرية تقع في إيران في قسم أيل غورك الريفي. يقدر عدد سكانها بـ 293 نسمة بحسب إحصاء 2016.